# Plaza de les Oliveretes
La plaza de les Oliveretes es un espacio público de carácter peatonal situado en la ciudad de Alicante (España), en el barrio del Mercado. Ocupa una superficie de aproximadamente 1400 metros cuadrados y presenta una forma triangular, delimitada por la avenida Benito Pérez Galdós y las calles Padre Mariana y Taquígrafo Martí.

## Toponimia
El nombre de la plaza proviene de los olivos que originalmente crecían en este terreno, cuando aún era un conjunto de bancales rurales conocidos como Les Oliveretes. Algunos de estos ejemplares todavía se conservan, integrados en la actual zona ajardinada de la plaza.

## Historia
Antes de su urbanización, el espacio que hoy ocupa la plaza formaba parte de una ladera de cultivos en la falda del castillo de San Fernando, al norte del actual Mercado Central de Alicante. El área era conocida popularmente como Les Oliveretes y constituía un pequeño paisaje agrícola dentro del entramado urbano en expansión durante las primeras décadas del siglo XX.
Durante los años 1950, el entorno de la plaza conservaba un fuerte carácter popular. En la zona se concentraban actividades propias de un barrio humilde, con posadas para caballerías, fábricas de gaseosas, comercios de alimentación para animales, talleres y una intensa vida vecinal. Según testimonios de la época, el ambiente era típicamente galdosiano, con reminiscencias costumbristas de la posguerra.

## Características actuales
La plaza de les Oliveretes es actualmente un espacio verde, parcialmente arbolado, con bancos y zona de recreo infantil. No existen domicilios cuya dirección postal esté asociada directamente a esta plaza, ya que los edificios que la rodean tienen acceso desde las calles adyacentes.
Entre los elementos destacados en sus inmediaciones se encuentran:
- La Iglesia de San Antonio de Padua (Franciscanos).
- El Colegio San Antonio Franciscanos.
- La Librería Avenida, de larga tradición en la ciudad.
- Varios establecimientos hosteleros.

La plaza está bien comunicada, con paradas de autobús cercanas y acceso peatonal desde varias calles.